# Parci et Parla
Parci et Parla est un album où Claude Ponti décrit une journée « ordinaire » de deux enfants, Parci et Parla. Il est paru en 1994.
Ponti y mêle la peinture de leur vie quotidienne (la toilette, le repas du soir, avec les délicieuses pommes de terre sautées, la berceuse chantée par leur maman) et les folles aventures où leur imaginaire les entraîne. Parci et Parla rencontrent même le Petit Chaperon rouge, devenu(e) aveugle parce que cela fait mille ans qu'on n'a pas lu son histoire, pénètrent dans le local secret où les poussins (parmi lesquels le fameux Blaise, le poussin masqué) jouent avec les illustrations de l'album et affrontent de terribles abeilles...
Parci et Parla est tout entier fondé sur une double narration : les poussins, par leurs facéties, leurs cabrioles, leurs mimiques, « commentent » l'histoire racontée par l'auteur, se faisant les représentants du « lecteur idéal » pontien.